# Coulon (Deux-Sèvres)
Coulon település Franciaországban, Deux-Sèvres megyében. Lakosainak száma 2275 fő (2022. január 1.). Coulon Magné, Niort, Saint-Rémy, Sansais, Le Vanneau-Irleau és Benet községekkel határos.

## Népesség
A település népességének változása:
| Lakosok száma | 2244 | 2249 | 2336 | 2263 | 2262 | 2260 | 2266 | 2271 | 2275 |
|               | 2013 | 2015 | 2016 | 2017 | 2018 | 2019 | 2020 | 2021 | 2022 |